# Rijksbeschermd gezicht Noordeloos
Gezicht Noordeloos is een van rijkswege beschermd dorpsgezicht in Noordeloos in de Nederlandse provincie Zuid-Holland. De procedure voor aanwijzing werd gestart op 4 november 1987. Het gebied werd op 29 december 2000 definitief aangewezen. Het beschermd gezicht beslaat een oppervlakte van 83 hectare.
Panden die binnen een beschermd gezicht vallen krijgen niet automatisch de status van beschermd monument. Wel zal de gemeente het bestemmingsplan aanpassen om nieuwe ontwikkelingen in het gebied te reguleren. De gezichtsbescherming richt zich op de stedenbouwkundige en cultuurhistorische waardering van een gebied en wil het toekomstig functioneren daarvan veiligstellen.